# 托伊芬塔爾

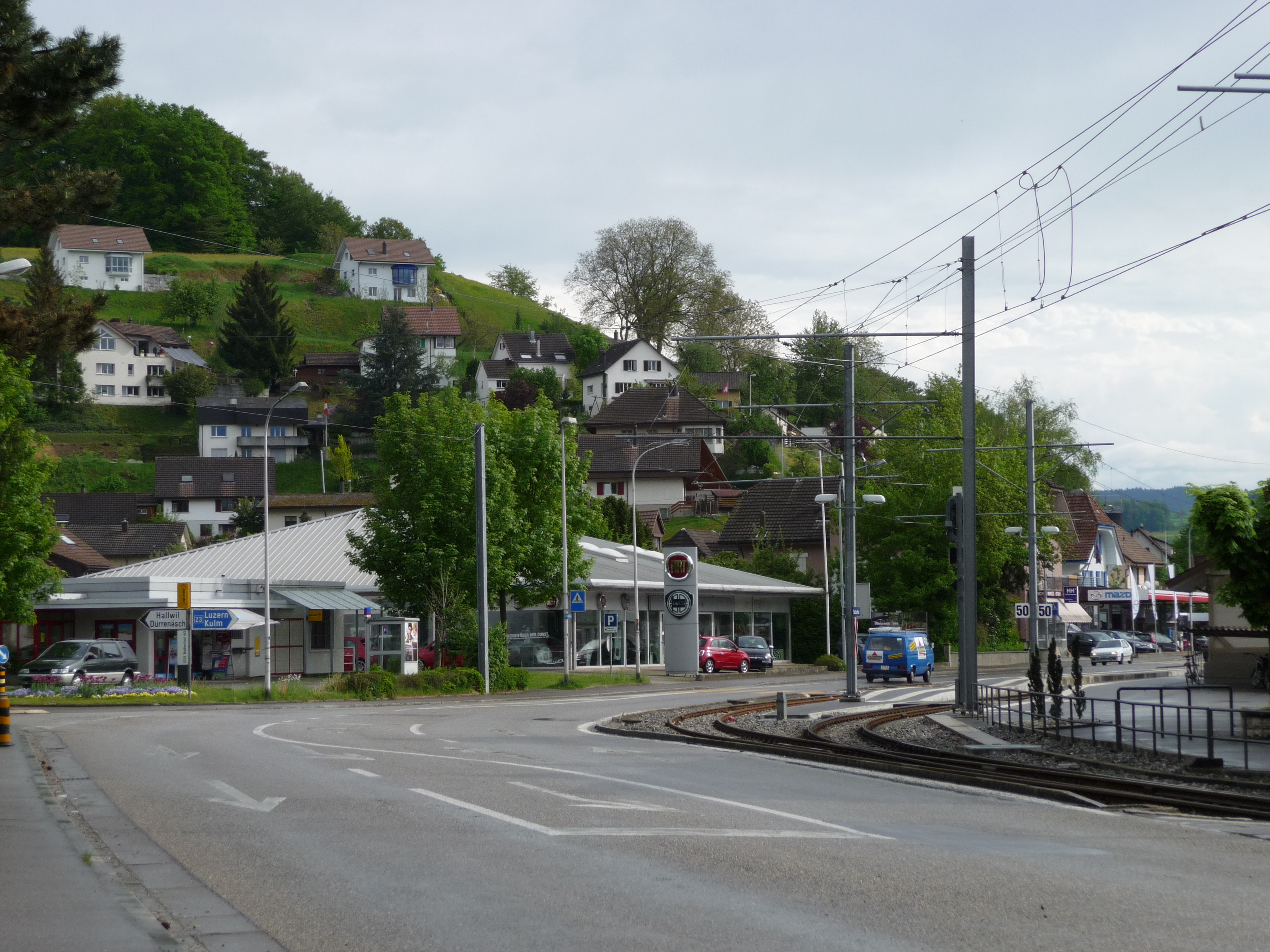

托伊芬塔爾是瑞士的城鎮，位於該國北部，由阿爾高州負責管轄，面積3.57平方公里，海拔高度453米，2012年人口1,619，五成半人口信奉基督教，人口密度每平方公里454人。